# Caixa de Crédito Agrícola Mútuo
Die Caixa de Crédito Agrícola Mútuo (CA, port. für: Landwirtschaftliche Kreditkasse auf Gegenseitigkeit) mit Hauptsitz in Lissabon ist die größte Genossenschaftsbank in Portugal mit 85 einzelnen Genossenschaftsbanken (den lokalen Caixas de Credito Agricola Mutuo), vergleichbar den genossenschaftlichen Volks- und Raiffeisenbanken in Deutschland. Sie hat etwa 700 Filialen in ganz Portugal und den Azoren. Auf Madeira gibt es keine angeschlossenen Genossenschaftsbanken, jedoch eine Niederlassung der Zentralbank der CA. Sie unterhält eine weitere Filiale auf Kap Verde und Vertretungsbüros in Frankreich, Luxemburg, Deutschland und der Schweiz.
2011 feierte die Caixa de Crédito Agrícola Mútuo ihr 100-jähriges Bestehen.

## Unternehmenskennzahlen
Die Bilanzsumme belief sich 2013 auf 12,96 Mrd. Euro (2010: 13,2)
Ende 2013 zählte die CA 83 angeschlossene CA-Genossenschaftsbanken mit zusammen 683 Filialen in Portugal und 1,2 Millionen Kunden. Bei den CA waren 2010 3875 Personen beschäftigt (55 % Männer, 45 % Frauen).
Die CA ist zusammen mit der ebenfalls genossenschaftlichen Montepio-Gruppe der wichtigste nichtstaatliche Finanzier sozialer Einrichtungen in Portugal und fördert aus ihrem Nettogewinn (2010: 36 Mio. €) auch verstärkt regionale Projekte in Kultur, Sport und sozialen Projekten.

## Unternehmensentwicklung

### Vorläufer
Die Ursprünge gehen zurück auf die kirchlichen Wohlfahrtsinstitutionen der „Santa casa da misericordia“ (1498 gegründet von Königin Leonor und dem Geistlichen Frei Miguel Contreiras) und die 1576 von König Sebastian gegründeten „Celeiros“ (Getreidespeicher).
1778 hat die „Misericordia“ von Lissabon erstmals Kredite an Landwirte ausgegeben. Dem Beispiel folgten die Misericordias in immer mehr Orten in ganz Portugal. Es entwickelte sich eine Dynamik, die 1866/1867 den Minister für Öffentliche Bauten, Andrade Corvo, veranlasste, die wachsenden Kreditaktivitäten der Gemeinden und Misericordias gesetzlich in landwirtschaftlich-industrielle Kreditinstitutionen zusammenzufassen, den „Bancos Agricolas“ oder auch „Misericordias-Bancos“.
Darüber hinaus betätigten sich auch die Öffentlichen Getreidespeicher, gleich ob von Gemeinden, privat oder vom König gegründet, schon seit dem 16. Jahrhundert immer häufiger als Kreditgeber für Landwirte, in Zeiten schlechter Ernten oder in Form von Vorauszahlungen für Saatgut und anderes, gegen Zins, der meist auch in Naturalien gezahlt werden konnte.
Vergleichbare Institutionen tauchten in Europa erst 1649 in Schottland und 1765 in Deutschland auf.
Durch stetig steigende Zinsen nahm die Bedeutung der Öffentlichen Getreidespeicher (Celeiros) aber wieder ab, und 1862 wurden dann mit einer Reform die Zinszahlungen komplett von Naturalien auf Geld umgestellt und ein rein monetärer Kreditbetrieb eingeführt.

### Gründung
Nachdem 1910 die portugiesische Monarchie gestürzt und die Erste Republik ausgerufen wurde, begann die eigentliche Geschichte des Credito Agricola. Es gab noch in den letzten Jahren der Monarchie Bestrebungen, eine solche landwirtschaftliche Bank zu gründen, von Republikanern und Monarchisten gemeinsam. Wenige Monate nach der Proklamation der Republik wurde dann am 1. März 1911 durch Dekret von Finanzminister Brito Camacho der Credito Agricola gegründet. Durch das Gesetzesdekret Nr. 215 von 1914, und zuletzt dem Dekret Nr. 5219 von 1919, wurden die Aktivitäten der Caixas de Credito Agricola Mutuo (Landwirtschaftliche Kreditkassen auf Gegenseitigkeit) dann genau festgelegt.
Dank der gestiegenen landwirtschaftlichen Aktivitäten wuchsen die CA beträchtlich, doch die Weltwirtschaftskrise der 1930er Jahre führte zur Eingliederung der CA unter das Dach der staatlichen Caixa Geral de Depósitos. 1926 ergriff eine Militärregierung die Macht und berief den Wirtschaftsprofessor der Universität Coimbra, António de Oliveira Salazar, zum Finanzminister, dessen 1932 ausgerufene Estado Novo-Diktatur bis zur Nelkenrevolution am 25. April 1974 währte. Der tiefgreifende Wandel nach der Nelkenrevolution führte zu einer Ausrichtung der CA hin zu mehr Autonomie der einzelnen CA, zur Demokratisierung und Weiterentwicklung der Wirtschaft und zur Ausweitung ihrer Aktivitäten, mit den Genossenschaftsbanken in anderen europäischen Ländern als Vorbild.

### Neuorganisation
1978 wurde die FENACAM gegründet (Federacao Nacional das Caixas de Credito Agricola Mutuo – der landesweite Dachverband der CA), deren Zweck die zentrale Unterstützung aller Mitgliedskassen und ihrer Vertretung im In- und Ausland ist. Eine ihrer Hauptaufgaben lag in der Durchsetzung einer Revision der nun über 60 Jahre alten juristischen Situation der CA. 1982 wurden mit dem Dekret Nr. 231/82 die CA aus der Obhut der Caixa Geral de Depósitos herausgelöst, mit der Maßgabe, eine eigene Zentralbank der CA zu gründen. Die 1980er Jahre waren daraufhin von bedeutendem Wachstum für die CA geprägt.
1984 wurde die Zentralbank der CA gegründet und mit dem Dekret Nr. 182/87 wurde 1987 ein Einlagensicherungsfonds eingeführt (FGCAM – Fundo de Garantia do Credito Agricola Mutuo), dem alle CA angehören. Nach dem EU-Beitritt Portugals 1986 passten sich auch die CA den EU-Richtlinien an und erhielten mit dem Dekret Nr. 24/91 vom 11. Januar 1987 eine neue Rechtsform. Die neue Organisationsform (SICAM – Sistema Integrado do Credito Agricola Mutuo) ist ein organisatorischer Verbund von Zentralbank der CA und allen angeschlossenen CA, mit der Zentralbank als führendem Organ (Unternehmensstrategie, Organisation, Controlling, Vertretung im In- und Ausland). Das Prinzip der Mitverantwortung soll Kontrolle, Zahlungsfähigkeit und Liquiditäten aller CA sicherstellen.
1994 wurde innerhalb der CA die CA Gest (Verwaltung von Investment- und Immobilienfonds) und die Rural Seguros als Kranken- und Kompositversicherer gegründet (heute CA Seguros). 1999 kam dann die CA-eigene Lebensversicherung dazu, CA Vida, und etwas später CA Consult (Finanz- / Unternehmensberatung). Bereits 1993 wurde die Rural Informatica gegründet (heute CA Informatica, die gemeinsame EDV der CA), dann kam die CA Servicos (Dienstleistungen für die angeschlossenen CA) und schließlich 2005 die AGROCAPITAL (Risikokapital-Investment) dazu.
2006 aktualisierte die CA ihr zentrales Auftreten. Die historische Identität als ländlich-landwirtschaftliches Institut wurde erneuert und um ein deutlich urbaneres Auftreten erweitert. Das mittelfristig angelegte Modernisierungsprogramm versuchte, die Tradition und die Moderne zu verbinden, und soll in seiner Öffentlichkeitsarbeit die CA in erster Linie als Partner darstellen – gleichermaßen für Kunden, Mitglieder, Mitarbeiter und Führung. Ausgehend vom alten Symbol stellt das neue Unternehmenslogo ein stilisiertes, Wachstum und Solidität symbolisierendes grünes Baumblatt dar, mit einem einzelnen orangen Blatt als Zeichen der Veränderung und der Weiterentwicklung.
2009 bereitete sich die CA auf das 100. Jubiläum vor mit der Initiative „Juntos somos mais“ (Gemeinsam sind wir mehr), mit der man die Werte der CA herausstellen will, mit denen sie sich vom Markt abhebt, namentlich die Gegenseitigkeit und die Solidarität, dem zentralen Gedanken der Genossenschaft. Eines der Ziele ist, die Zahl der Genossenschaftsmitglieder zu erhöhen.
2011, im Jahr ihres 100-jährigen Bestehens, hat die Caixa de Credito Agricola Mutuo nun über 400.000 Genossenschaftsmitglieder.